# Pycnophyes faveolus
Pycnophyes faveolus är en djurart som tillhör fylumet pansarmaskar, och som beskrevs av Brown 1985. Pycnophyes faveolus ingår i släktet Pycnophyes och familjen Pycnophyidae. Inga underarter finns listade i Catalogue of Life.